# Боровик жовтий
Боровик жовтий (Boletus impolitus Fr. Xerocomus impolitus (Fr.) Quél.) — їстівний гриб з родини болетових — Boletaceae.

## Будова

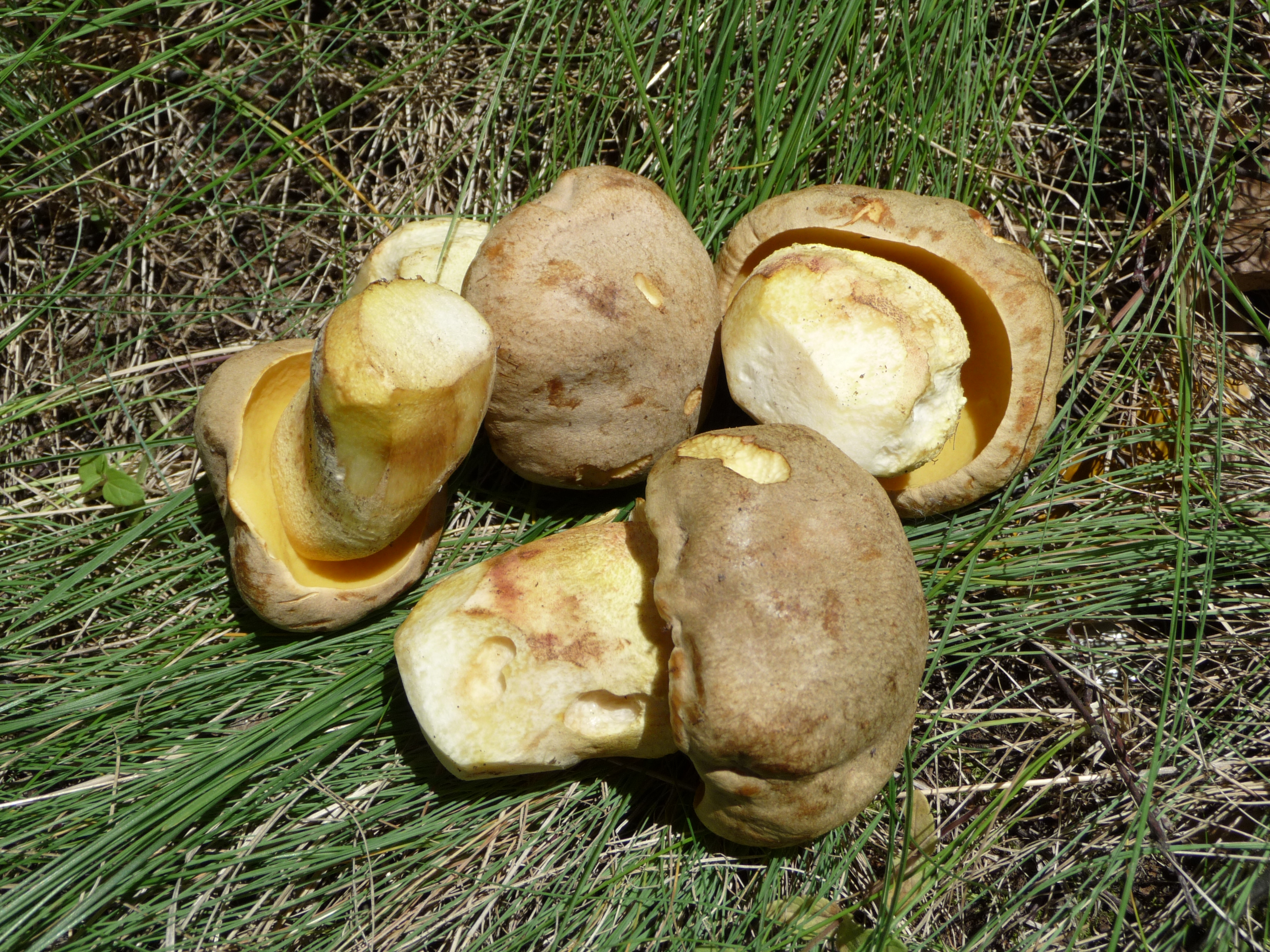
Боровики жовті, Україна

Шапка 4-15 (20) см у діаметрі, сірувато-жовтувата, вохряножовтувата, жовтувата-коричнювата. Пори жовтуваті, жовті, згодом оливкуваті.
Спори 12-14 × 4-6 мкм, жовтуваті. Спорова маса оливкувато-бура.
Ніжка брудно-жовта, зрідка до основи коричнювата-червонувата, зерниста, без сітки.
М'якуш щільний, жовтуватий, над трубочками жовтий, при розрізуванні не змінюється, приємний на смак, з легким запахом карболки.

## Поширення та середовище існування
Поширений на Поліссі, у Прикарпатті та в Лісостепу. Росте у листяних і мішаних лісах, під дубом; у липні — жовтні.

## Практичне використання

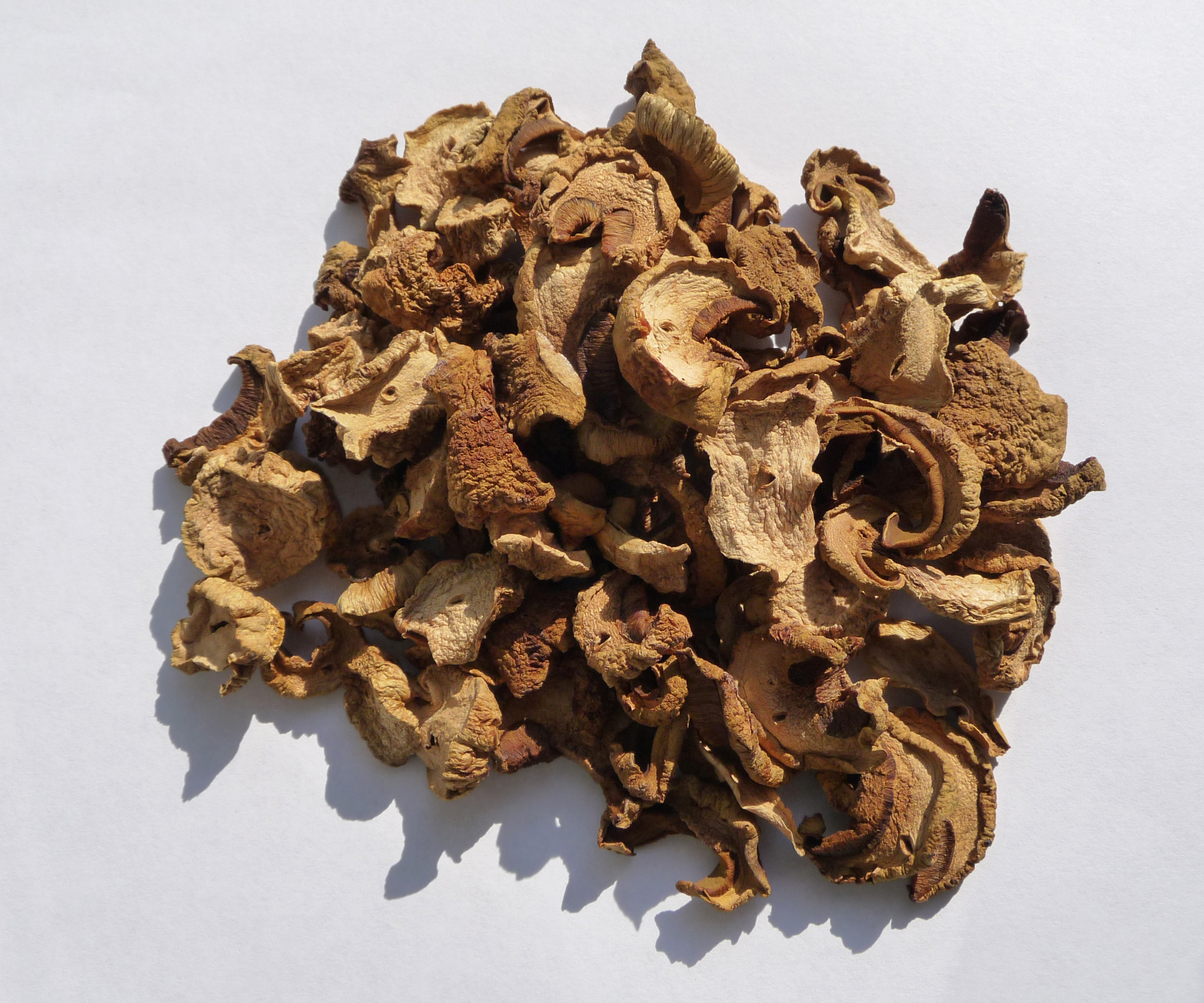
Боровики жовті, сушені гриби

Дуже добрий їстівний гриб. Використовують його свіжим, про запас сушать.
М'якоть боровика жовтого може мати досить неприємний запах, але після відварювання він зникає. Плодове тіло цього гриба споживає не тільки людина, його полюбляють ссавці — білки, мишоподібні гризуни, борсуки, свині дикі, козулі, а також птахи, комахи та навіть суходільні молюски. Досліджено, що ці гриби багаті на поживні речовини, проте їхня харчова цінність порівняно невелика. Це пояснюється тим, що хітинова стінка їх клітин перешкоджає перетравленню грибів у кишці.

## Галерея

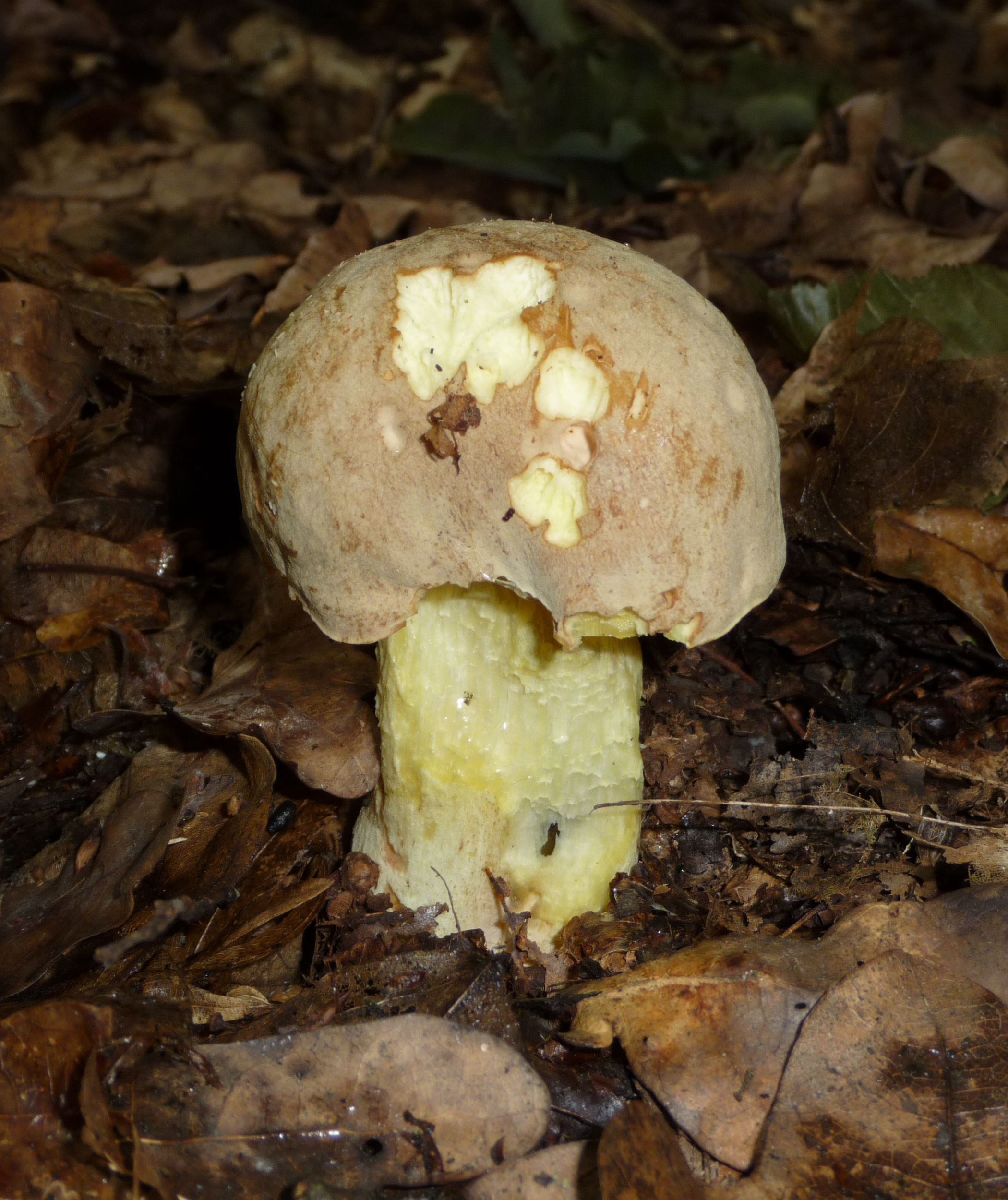
Боровик, надгризений тваринами
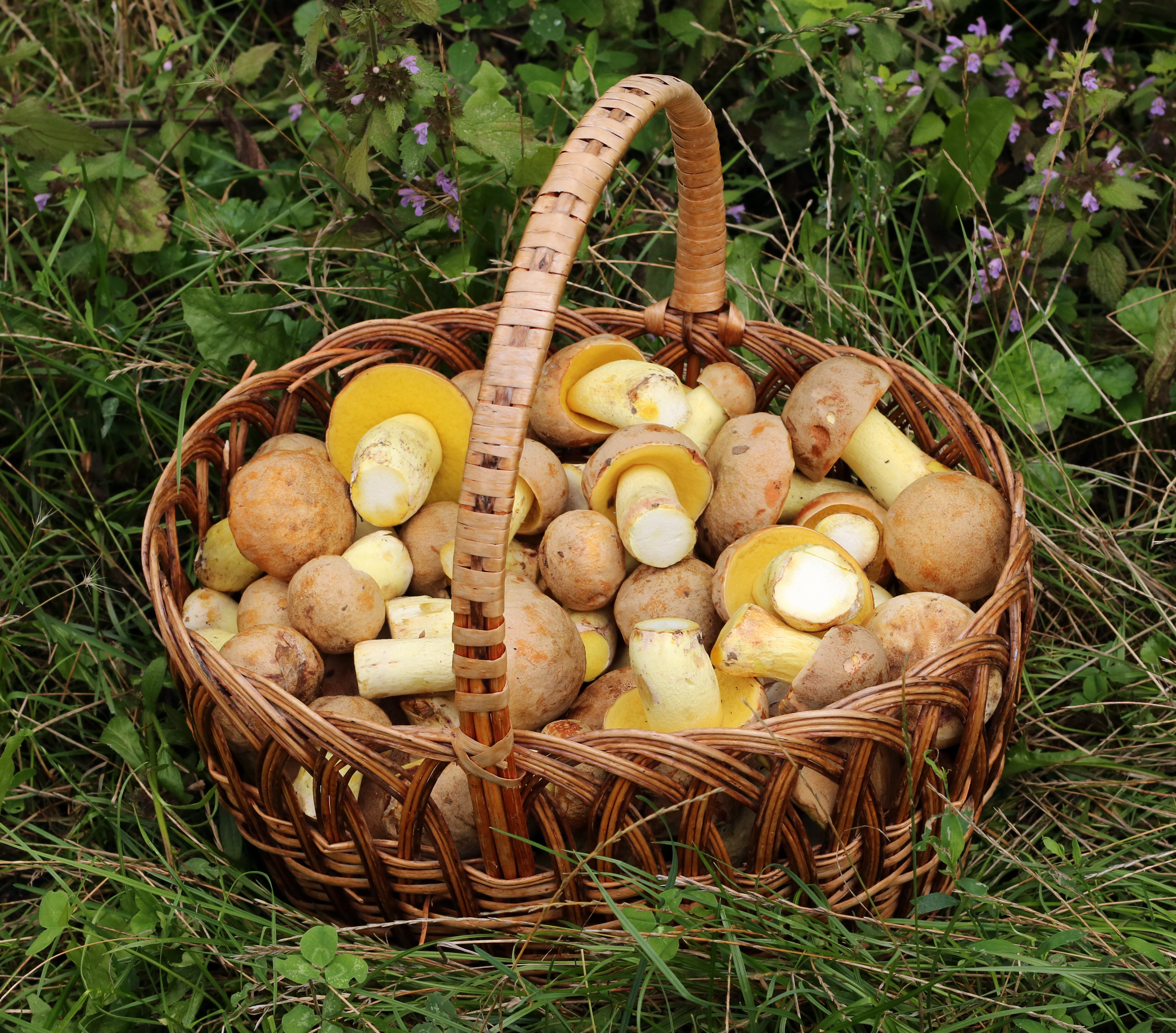
Їстівні гриби у кошику. Боровики жовті